# Edén Pastora

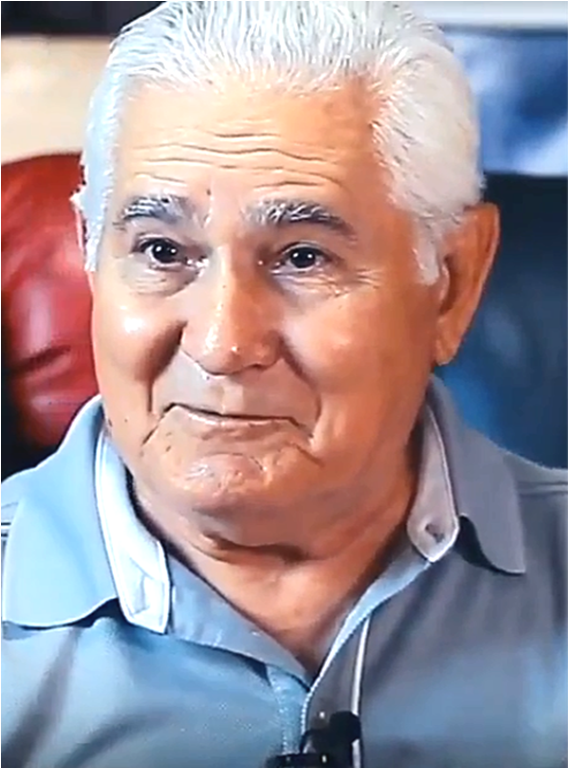
Edén Pastora

Edén Atanacio Pastora Gomez (Ciudad Dario, 22 januari 1937 – Managua, 16 juni 2020) was een commandant, guerrillastrijder en politicus uit Nicaragua.

## Jeugd en opleiding
Toen Pastora zeven jaar oud was, werd zijn vader vermoord door de stafchef van Anastasio Somoza García's nationale garde. Toen hij op de middelbare school zat, leerde hij van een leraar over Augusto César Sandino. Hij raakte er steeds meer van overtuigd dat de toenmalige regering van Anastasio Somoza Debayle (de zoon van bovenstaande lid van de Somoza-dynastie) dictatoriaal en corrupt was en sloot zich aan bij het Sandinistisch Nationaal Bevrijdingsfront: FSLN.

## Sandinisten, strijd tegen de dictatuur
Pastora overviel met kleine groepjes lichtbewapende guerillero's politieposten en wapendepots van de nationale garde van dictator Somoza. Op deze manier konden de Sandinisten zich bewapenen.
Pastora werd het brein achter de overval op 22 augustus 1978 op het nationale paleis in Managua, met 19 FSLN-strijders die vermomd waren als leden van Somoza's nationale garde. Ze bestormden het paleis, ontwapenden of vermoordden de echte leden van de nationale garde en namen ongeveer 1000 mensen in gijzeling, waaronder vele parlementariërs, regeringsmedewerkers en twee leden van de Somoza-familie. De commandoleden gebruikten nummers als codenamen. Pastora kreeg nummer 0, wat hem de bijnaam comandante céro (commandant nul) opleverde.
Deze overval was oorspronkelijk alleen bedoeld om een aantal FSLN-kopstukken uit de gevangenis vrij te krijgen - waaronder Daniel Ortega -, maar bereikte uiteindelijk veel meer: 59 politieke gevangenen (waaronder Ortega) werden vrijgelaten, er werd een losgeld van $500.000 betaald en de guerrillastrijders kregen een vrijgeleide naar Cuba.
Na deze overval werd Pastora leider van het zuidelijke front van de FSLN, dat opereerde vanuit bases in het buurland Costa Rica. Gezien Pastora's gevestigde reputatie, zette Somoza zwaar in op de militaire bestrijding van deze troepen, waardoor ze veel verliezen leden, maar desondanks ook zware verliezen konden toebrengen aan het regeringsleger.
In 1979 werd de laatste leider uit de Somoza-familie: Anastasio Somoza Debayle, afgezet en kwam het Comité van Nationale Wederopbouw aan de macht dat voornamelijk door de Sandinisten beheerd werd en waarin de FSLN een belangrijke rol had.

## Contra's
Pastora werd op 20 juli 1979 plaatsvervangend minister van binnenlandse zaken. Maar in juli 1981 trad hij terug, omwille van de marxistische koers van dat bewind en omdat hij teleurgesteld was doordat hij van mening was dat de nieuwe leiders zich al snel te veel in weelde hulden en te weinig deden voor het gewone volk.
Pastora keerde zich andermaal tegen de gevestigde orde en besloot te gaan vechten tegen het Sandinistische regime waarvan hij ooit deel had uitgemaakt. In 1982 richtte hij een verzetsgroep op, de ARDE (Alianza Revolutionaria DEmocratica: Demokratische Revolutionaire Alliantie), hoofdzakelijk bestaand uit lokale boeren (Miskito-indianen): 'campesinos'. De ARDE opereerde vanuit buurland Costa Rica. Samen met o.a. groepen uit het Noorden van Nicaragua en leden van de vroegere nationale garde werden zij 'de Contra's' genoemd.
Ondanks druk vanuit de Verenigde Staten weigerde hij om samen te werken met de Contra's van het met CIA-steun vanuit Honduras opererende FDN (Fuerzas Democraticas Nicaraguenses), omdat dit vooral bestond uit ex-leden van Somoza's Nationale Garde, zijn vroegere vijanden. De CIA blokkeerde daarom uiteindelijk de hulp aan ARDE.
In 1984 werd tijdens een persconferentie in La Penca een bomaanslag op hem gepleegd waarbij 4 journalisten gedood werden en hijzelf zwaargewond werd. Er zijn vermoedens van betrokkenheid van de CIA en ook van de Nicaraguaanse geheime dienst, maar dit werd nooit bewezen.
In de Iran-Contra-affaire waarbij illegale wapenleveranties aan Iran gefinancierd werden door drugshandel werd Pastora's ARDE door de CIA genoemd als hoofddader van deze drugshandel. Bij het latere onderzoek naar dit schandaal werd echter geconcludeerd dat het hoogst onwaarschijnlijk was dat ARDE de enige contra-factie was die zich met deze drugshandel had beziggehouden.

## Recente tijd
Pastora trok zich terug in de oostelijke (Atlantische) kuststrook tussen de Miskito's, vaak ex-leden van zijn vroegere rebellencommando's. Hij richtte er in San Juan del Norte een succesvolle haaienvisserijcoöperatie op.
Nadat hij in 2006 een gooi had gedaan naar het burgemeesterschap van Managua en het nationale presidentschap (waar hij vijfde werd met slechts 0,29% van de stemmen) werd het even stil rond Pastora tot hij in 2008 terugkeerde naar het ondertussen gematigdere FSLN en in 2010 in de regering Ortega minister van ontwikkeling van de regio Rio San Juan-delta werd. In deze functie raakte hij recentelijk betrokken in een grensdispuut met de regering van Costa Rica.

## Persoonlijk leven
Pastora is driemaal getrouwd geweest. Hij heeft ooit eens gezegd "Het eerste dat we als revolutionairen verliezen zijn onze vrouwen. Het laatste dat we verliezen is ons leven. Daar tussenin raken we onze vrijheid, ons geluk en onze middelen van bestaan kwijt."
Pastora overleed op 83-jarige leeftijd in het ziekenhuis van Managua waar hij opgenomen was met een longontsteking. Hij stierf aan een hartaanval.